# Группы взаимопомощи

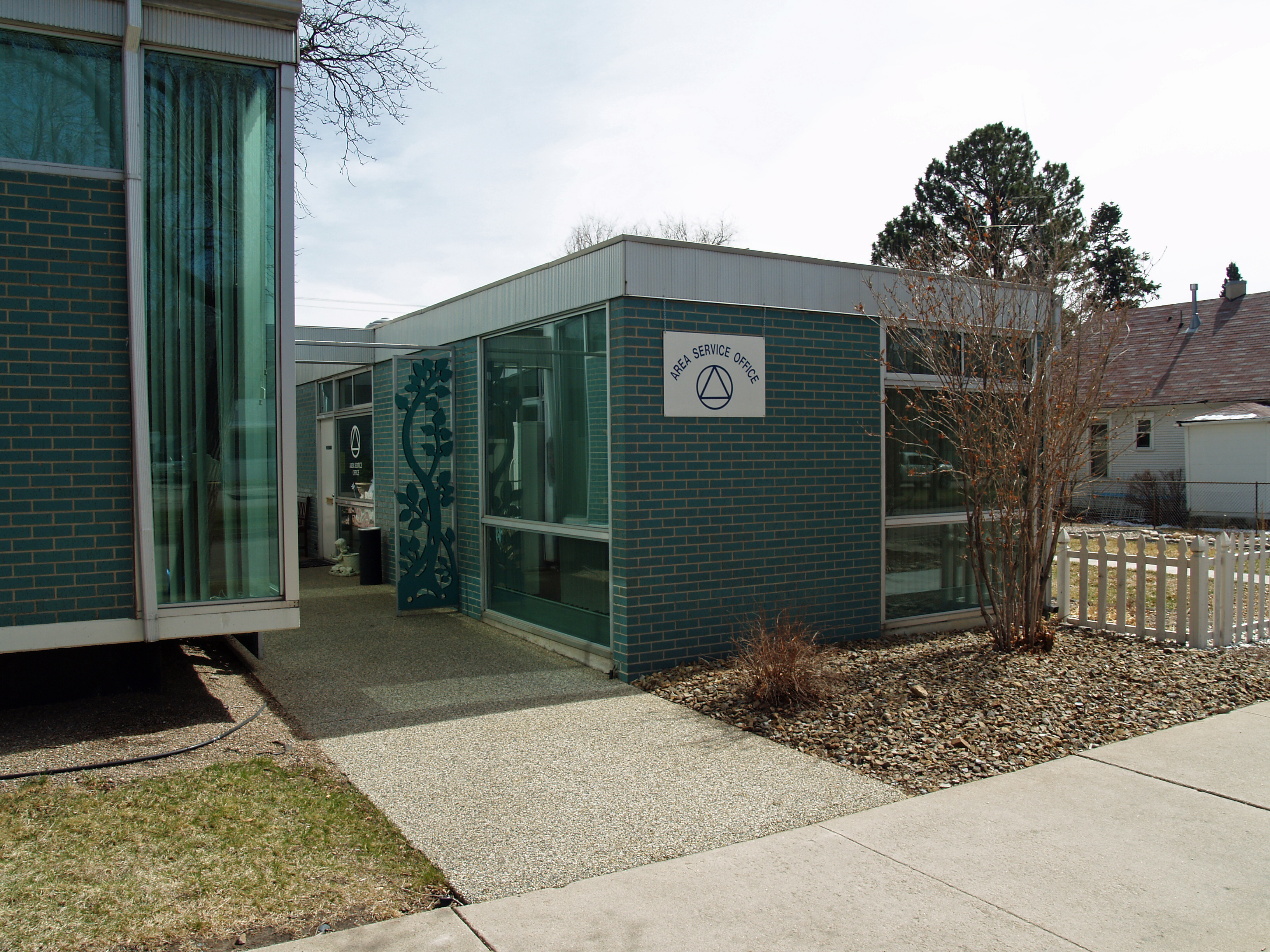
Региональный офис анонимных алкоголиков в США

Группы взаимопомощи — коллективы людей, объединённых общей жизненной проблемой или ситуацией, которые проводят регулярные собрания для обмена опытом и моральной поддержки друг друга. В группах обсуждаются сложные ситуации в жизни участников и варианты их решения.

## Определение
Группа взаимопомощи — сообщество людей, объединённых общей темой или проблемой, которые собираются для взаимопомощи и поддержки. Цели групп варьируются в зависимости от конкретных нужд их членов. 
Группы взаимопомощи могут быть группами поддержки, предоставлять связанную с проблемой информацию, являться группами по улучшению прав или сочетать несколько целей. 
В группе решения принимают её члены, они же отвечают за организацию. Это основное отличие групп взаимопомощи от терапевтических групп, где ответственность за проведение и организацию лежит на профессиональных работниках. 
Ещё одно важное отличие подобных групп — волонтёрская основа. Как правило, участие в группе бесплатно, а работу ведут волонтёры — члены группы. В группах приветствуется доброжелательная атмосфера, которую достигают неукоснительным следованием правилам поведения, назначаемым самими участниками. Эти правила включают конфиденциальность, взаимное уважение, право голоса и право молчания, неприятие любого проявления насилия или навязывания чужого мнения и т.д.
Подобные социальные образования встречаются среди различных социальных групп. Темы групп могут быть очень разнообразными: зависимости (группы, действующие по принципу 12 шагов), физическое и психическое здоровье, социальные проблемы (сексуальная ориентация, матери-одиночки). Также выделяют родительские группы.

## Виды групп

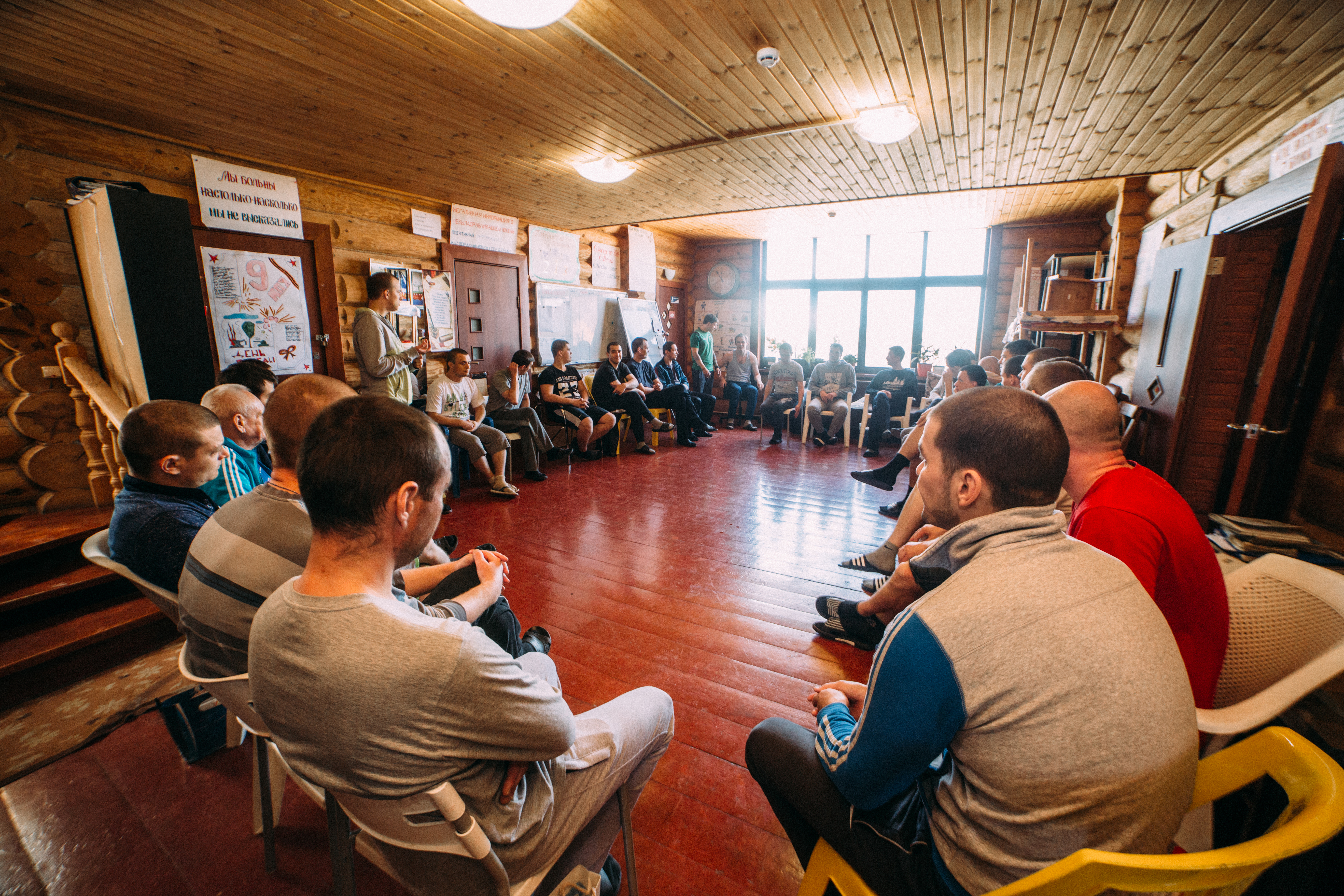
Группа взаимопомощи больных наркоманией и алкоголизмом в реабилитационном центре

Распространены группы анонимных алкоголиков, анонимных наркоманов, группы взаимопомощи ВИЧ-положительных. Механизм группы позволяет участникам узнать, как другие справлялись со сложной ситуацией, услышать различные мнения, почувствовать себя в доброжелательной атмосфере единомышленников, получить эмоциональную и практическую поддержку, отвлечься от влечения или проявить его в безопасной форме разговора.
Помимо основных групп анонимных алкоголиков, появились группы для родственников зависимых и группы ВДА (взрослые дети алкоголиков), которые провели детство в дисфункциональных семьях.

## Встречи
В группе взаимопомощи, ставящей целью взаимную поддержку, может быть от 3 до примерно 20 участников. Бо́льшее количество затрудняет общение и снижает эффективность. Однако, в группах, организующих лекции, количество участников может быть значительно больше и зависеть от поставленных целей.
Всегда присутствует один или несколько фасилитаторов (ведущих), в обязанности которых входят передача слова от одного участника другому, контроль соблюдения правил группы и регламента встречи. 
Группы взаимопомощи отличаются от психотерапевтических и дискуссионных групп. Они не предполагают участие специалиста-психолога и проведение психотерапевтической работы. Если на встрече всё же присутствует специалист, то он находится в равном положении с другими участниками. Не поощряются споры и попытки убедить участников в какой-либо одной точке зрения.
В работе некоторых групп используются методики выработки поведения, например «12 шагов».
Так, группы взрослых детей алкоголиков придерживаются 12 шагов, строго соблюдают правила и регламент встреч. Во время встреч не допускается эмоциональное насилие в любой форме (советы, комментарии, критика, ссылки на высказывания, обсуждения высказываний, вмешательства в процесс проживания сильных эмоций высказывающимся, перекрёстные высказывания, эмоциональные реакции на высказывания, оценочные мнения и т. д.), соблюдаются конфиденциальность и анонимность высказавшихся. Участники высказываются в рамках своего опыта и озвучивают эмоции, переживаемые в этот момент.